# جمريهو بن شافان
جمريهو بن شافان هو شخصية توراتية من سفر إرميا، كاتب ووزير في بلاط يهوياقيم ملك يهوذا. وفقًا للتاريخ العرفي، عاش حوالي 600 قبل الميلاد.
كانت جمريهو من عشيرة كتبة الملك. كان والده شافان كاتبًا للملك يوشيا، وكان ابن أخيه جدليا بن أخيقام آخر والي يهوذا. كان مكتب جمريهو يقع في «الفناء العلوي الذي فتح أبواب بيت الله الجديد» ، حيث قرأ باروخ بن نيريا رسالة إرميا عن الدمار المستقبلي.
بيت الطوابع في مدينة داود
في عام 1982، كشف عالم الآثار ييجال شيلو عن طبقة من الدمار في المنطقة G من مدينة داود، مع 51 طابعًا عليها بصمات من نهاية فترة الهيكل الأول. وكان من بين الطوابع طوابع تحمل اسم جمريهو بن شافان حددتها شيلو مع جمريهو التوراتي. يتوافق اكتشاف أرشيف الطوابع داخل طبقة التدمير مع التسلسل الزمني التوراتي، الذي يخبرنا عن تدمير القدس بعد 18 عامًا فقط من فترة حياة جمريهو.
ورد ذكر جمريهو بن شافان عدة مرات في سفر إرميا 